# Fernand Thévenet
Pour les articles homonymes, voir Thévenet.
Fernand Thévenet, né le 18 avril 1910 à Clermont et mort le 16 mars 2001 à Chambéry, est un militaire et résistant français, Compagnon de la Libération. 

## Biographie

### Jeunesse et engagement
Fils d'un cultivateur et d'une ménagère, Fernand Thévenet naît le 18 avril 1910 à Clermont, en Haute-Savoie. Son père François, soldat du 359e régiment d'infanterie, meurt pour la France le 19 août 1915 lors de la bataille du Linge. Orphelin de guerre, Fernand devient pupille de la Nation le 8 août 1918 par jugement du tribunal civil de Saint-Julien-en-Genevois. De 1931 à 1932, il effectue son service militaire au 27e bataillon de chasseurs alpins. De retour à la vie civile, il entre dans l'administration coloniale et part pour l'Afrique comme chef de service en liaison avec les autorités britanniques du Nigéria à Lagos.

### Seconde Guerre mondiale
Rappelé sous les drapeaux lors de la mobilisation de septembre 1939, il bénéficie d'une affectation spéciale et se trouve toujours en poste à Lagos lorsque le commandant Leclerc, le capitaine Hettier de Boislambert et René Pleven y arrivent en août 1940 pour préparer le ralliement de l'Afrique-Équatoriale française à la France libre,. En désaccord avec l'armistice du 22 juin 1940, Fernand Thévenet s'engage alors dans les forces françaises libres et, accompagnant Leclerc, participe activement au ralliement du Cameroun en débarquant à Douala dans la nuit du 26 au 27 août. Affecté à la colonne commandée par le chef de bataillon Dio, il participe ensuite à la campagne du Gabon.
Au début de l'année 1941, il est muté au Régiment de tirailleurs sénégalais du Tchad (RTST) et suis les cours du peloton d'élèves-officiers. Promu aspirant, il prend part à la guerre du désert en Libye puis à la campagne de Tunisie,. En 1943, il fait partie des cadres métropolitains du RTST qui constituent le noyau du tout nouveau régiment de marche du Tchad. Au sein de cette nouvelle unité, intégrée à la 2e division blindée du général Leclerc, Fernand Thévenet suis plusieurs mois de formation et d'entraînement en Algérie, au Maroc et en Angleterre en vue du futur débarquement en Europe.
Le 4 août 1944, il débarque à Utah Beach et prend part à la bataille de Normandie puis à la libération de Paris et à la bataille des Vosges au cours de laquelle il s'illustre les 1er et 2 novembre 1944 en s'emparant des positions allemandes à Vacqueville,. Le 17 novembre suivant, alors qu'il mène une attaque contre l'ennemi à Badonviller, il est grièvement blessé par balle,. Après plusieurs mois de convalescence, il rejoint son unité lors de la campagne d'Allemagne et termine la guerre à Berchtesgaden avec le grade de lieutenant.

### Après-Guerre
Fernand Thévenet reprend sa carrière dans l'administration coloniale après sa démobilisation. D'abord administrateur-adjoint au Sénégal, il part ensuite pour le Congo où il est chef de district de 1949 à 1951. De retour en métropole de 1952 à 1956 pour travailler à la direction du personnel au ministère de la France d'Outre-mer, il retourne en Afrique et s'installe en Oubangui-Chari où, de 1956 à 1967, il est successivement chef de district, chef de région, administrateur-maire et secrétaire-général de préfecture. Retraité en 1967, il regagne la France et ses Alpes natales.
Fernand Thévenet meurt le 16 mars 20010 à Chambéry où il est inhumé.

## Décorations
|  |  |  |  |  |  |
|  |  |  |  |  |  |
|  |  |  |  |  |  |

| Commandeur de la Légion d'Honneur                       | Commandeur de la Légion d'Honneur                       | Commandeur de la Légion d'Honneur                       | Compagnon de la Libération Par décret du 17 novembre 1945     | Compagnon de la Libération Par décret du 17 novembre 1945     | Compagnon de la Libération Par décret du 17 novembre 1945     | Croix de guerre 1939-1945 Avec deux palmes | Croix de guerre 1939-1945 Avec deux palmes | Croix de guerre 1939-1945 Avec deux palmes |
| Médaille des blessés de guerre                          | Médaille des blessés de guerre                          | Médaille des blessés de guerre                          | Croix du combattant volontaire Avec agrafe "Guerre 1939-1945" | Croix du combattant volontaire Avec agrafe "Guerre 1939-1945" | Croix du combattant volontaire Avec agrafe "Guerre 1939-1945" | Médaille coloniale Avec agrafe "Fezzan"    | Médaille coloniale Avec agrafe "Fezzan"    | Médaille coloniale Avec agrafe "Fezzan"    |
| Médaille commémorative française de la guerre 1939-1945 | Médaille commémorative française de la guerre 1939-1945 | Médaille commémorative française de la guerre 1939-1945 | Médaille commémorative française de la guerre 1939-1945       | Presidential Unit Citation (États-Unis)                       | Presidential Unit Citation (États-Unis)                       | Presidential Unit Citation (États-Unis)    | Presidential Unit Citation (États-Unis)    |                                            |